# Ферсман (лунный кратер)
Кратер Ферсман (лат.  Fersman) — большой древний ударный кратер в северном полушарии обратной стороны Луны. Название присвоено в честь советского геохимика и минералога Александра Евгеньевича Ферсмана (1883—1945) и утверждено Международным астрономическим союзом в 1970 г. Образование кратера относится к нектарскому периоду.

## Описание кратера

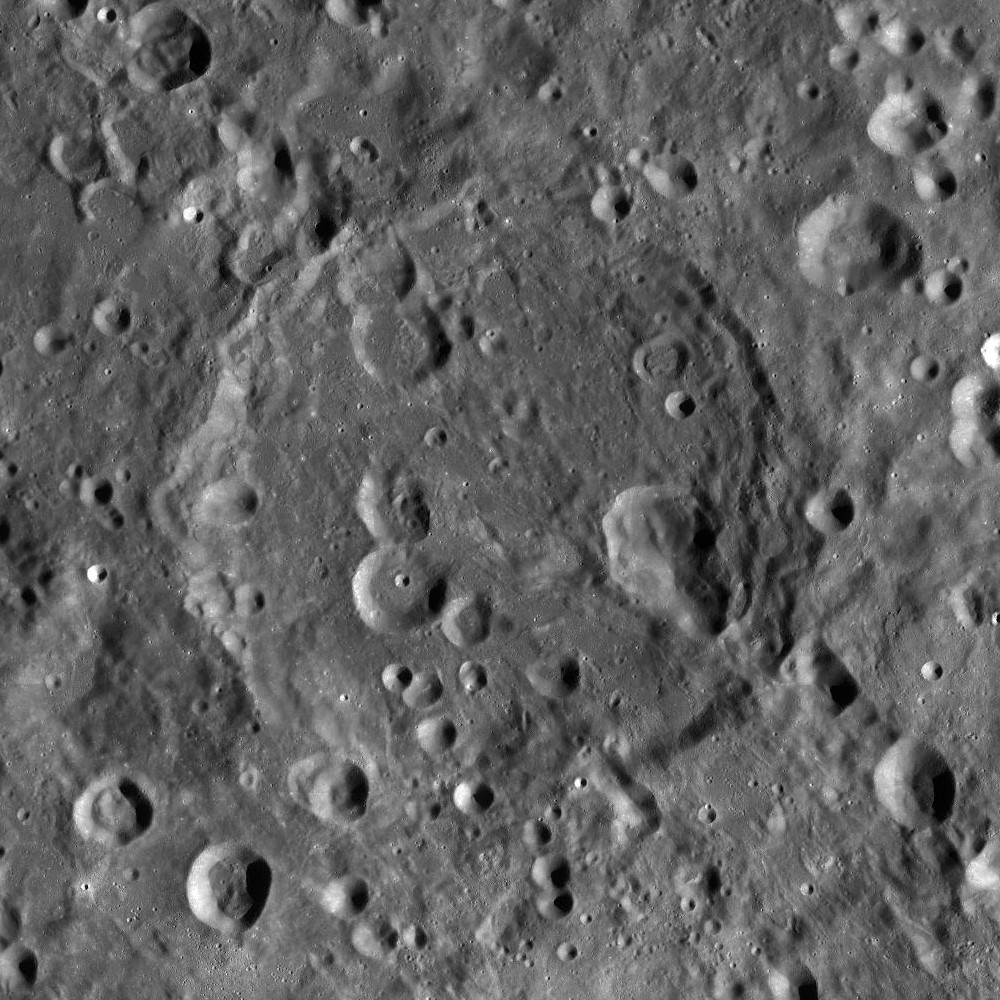
Окрестности кратера Ферсман. Снимок зонда Lunar Reconnaissance Orbiter.

Ближайшими соседями кратера Ферсман являются кратер Пойнтинг на западе; кратер Мак-Нелли на севере; кратер Комсток на северо-востоке; кратер Вейль на востоке и кратер Миллер на западе-юго-западе. Селенографические координаты центра кратера 17°54′ с. ш. 126°04′ з. д. / 17,9° с. ш. 126,06° з. д., диаметр 148,1 км, глубина 3000 м.
Кратер Ферсман имеет полигональную форму и значительно разрушен за длительное время своего существования. Вал сглажен и перекрыт множеством кратеров различного размера, южная часть вала практически сравнялась с окружающей местностью. Юго-восточная часть вала и восточная часть чаши покрыты полосами выброшенных пород, радиальными по отношению к Морю Восточному и вероятно связанными с его образованием. Кроме этого чашу пересекает цепочка кратеров ориентированная также как и упомянутые выше полосы, с юго-востока на северо-запад. Данна цепочка прерывается в середине чаши, но продолжается приблизительно на 100 км в северо-западном направлении от кратера. Кроме этого чаша отмечена кратерами различного размера, включая скопление кратеров в южной части чаши.